# Тепличний (Курська область)
Тепличний (рос. Тепличный) — селище в Желєзногорському районі Курської області Російської Федерації.
Населення становить 753 особи. Входить до складу муніципального утворення Разветьєвська сільрада.

## Історія
Населений пункт розташований на території українського етнічного та культурного краю Східна Слобожанщина.
Від 2004 року входить до складу муніципального утворення Разветьєвська сільрада.

## Населення
| 1979 | 2002 | 2010 |
| ---- | ---- | ---- |
| 565  | ↗822 | ↘753 |